# Sergiusz Zacharczuk
Sergiusz Zacharczuk [ukr. Сергій Захарчук] (ur. 1915 w Szychowicach, zm. 6 maja 1943 w Nabrożu) – duchowny prawosławny, jeden z męczenników chełmskich i podlaskich z tytułem kapłana męczennika.

## Życiorys
Urodził się w rodzinie Mikołaja i Marii. Jego ojciec był diakonem i znanym dyrygentem chórów cerkiewnych. Przyszły duchowny wstąpił do Prawosławnego Seminarium Duchownego w Krzemieńcu, kształcił się też w szkole dyrygentów i psalmistów Cerkiewnych w monasterze św. Onufrego w Jabłecznej. W 1938 ożenił się z pochodzącą z Kryłowa Ałewtyną, z którą miał córkę (urodziła się po śmierci ojca). Wyświęcony został w Wilnie.
Po święceniach ks. Zacharczuk mianowany został duszpasterzem w Nabrożu. Prowadził aktywną pracę duszpasterską. M.in. założył duży chór cerkiewny, który cieszył się popularnością w pobliskich miejscowościach; każdego roku występował też na uroczystościach w Turkowicach. Ks. Zacharczuk zamordowany został 6 maja 1943 podczas odprawiania nabożeństwa w domowej kaplicy w Nabrożu. Napastnicy zwalili kapłana z nóg, do nieprzytomności pobili. Duchowny został dobity strzałem w głowę. Sama kaplica została sprofanowana (przewrócono ołtarz, zniszczono Ewangelię). Tego samego dnia zginęło też 14 innych osób (w tym siedem kobiet). Ks. Zacharczuk pochowany został następnego dnia na cmentarzu w Szychowicach. Po śmierci duchownego jego żona wyjechała do USRR, gdzie do śmierci mieszkała w Kopaczówce.
20 marca 2003 decyzją soboru Polskiego Autokefalicznego Kościoła Prawosławnego ogłoszony został świętym. W kwietniu 2003 jego szczątki ekshumowano, a następnie przeniesiono – jako relikwie – do cerkwi prokatedralnej św. Jana Teologa w Chełmie. Uroczystości kanonizacyjne odbyły się 7–8 czerwca 2003 w Chełmie.